# Frittenbude
Frittenbude — німецький музичний гурт. Його відносять до жанру Електропанк. Гурт рішуче виступає проти екстремістського насильства з боку ультраправих, також вони підтримують ліві автономні групи Antifa.
Гурт підписав контракт з музичним лейблом Audiolith Records.

## Історія
Гурт буу заснований у 2006 році під час подорожі на автомобілі до міста Пассау, Німеччина. Оскільки автомагнітола не працювала, учасники гурту почали співати та читати реп під свої ритми.
У 2008 році гурт випустив свій дебютний альбом «Nachtigall».
У 2010 році вони випустили свій другий альбом «Katzengold», а також ремікс-альбом «Plörre».
Вони скасували свій виступ на «Chiemsee Reggae Summer 2011» на знак протесту проти появи артиста «Capleton», відомого своїми гомофобними текстами.
Третій альбом групи називається «Delfinarium» він був випущений 11 травня 2012 року лейблом Audiolith Records.
21 серпня 2015 року вийшов четвертий альбом, який називається «Küken des Orion». Крім того, бонусний альбом «Gänsemuseum» був випущений в обмеженому обсязі для компакт-дисків та вінілових платівок, які містять п'ять додаткових треків.
Восени 2018 року вийшли два сингли «Die Dunkelheit darf niemals siegen (feat. Jörkk Mechenbier)» та «Süchtig».
Їхній п'ятий альбом «Rote Sonne» був випущений 22 лютого 2019 року.  

## Дискографія

### Альбоми
- 2008: Nachtigall
- 2010: Katzengold
- 2010: Plörre (Remix-Album)
- 2012: Delfinarium
- 2015: Küken des Orion
- 2015: Gänsemuseum (Bonus-Mini-Album)
- 2019: Rote Sonne

### Сингли
- 2008: Pandabär
- 2008: Mindestens in 1000 Jahren
- 2009: Electrofikkkke
- 2009: Das Licht
- 2009: Nach Fest kommt Fest / Steven Seagull (Doppelsingle)
- 2009: Jung, abgefuckt, kaputt und glücklich
- 2010: Und täglich grüßt das Murmeltier
- 2010: Bilder mit Katze
- 2011: Durch diese Nächte feat. Herrenmagazin
- 2012: Einfach nicht leicht
- 2012: Wings
- 2012: Zeitmaschinen aus Müll / Nicht alles Gold
- 2013: Panda (Mediengruppe Telekommander Cover)
- 2013: Dandyrevolution (Tocotronic Cover)
- 2015: Stürzende Helden
- 2015: Die Möglichkeit eines Lamas
- 2015: Michael Jackson hatte recht
- 2016: Zukunft aus Champagner
- 2017: Die Glocke feat. Carlito (Soli für Viva con Agua)
- 2018: Die Dunkelheit darf niemals siegen feat. Jörkk Mechenbier
- 2018: Süchtig
- 2019: Vida